# De Wiersse
Kasteel De Wiersse is een rijksbeschermde historische buitenplaats met 48 complexonderdelen in Vorden in de gemeente Bronckhorst, in de Nederlandse provincie Gelderland. Het landgoed, dat 300 hectare groot is geniet bekendheid om zijn tuinen die op gezette tijden opengesteld zijn voor het publiek.

## Geschiedenis
De oudst bekende vermelding stamt uit 1288, Godelinde van Elten verpacht dat jaar een stuk grond aan Hendrik van Borculo. De kelders ten noorden en mogelijk het opgaande muurwerk van het oorspronkelijke huis maken deel uit van het huidige huis dat na 1678 herbouwd werd. Uiteindelijk kwam het kasteel in de 18e eeuw in handen van de Van Heeckerens tot en met 1893 toen het huis in bezit kwam van Victor de Stuers, grondlegger van de monumentenbescherming in Nederland. Deze laat tussen 1907 en 1912 het huis restaureren. Bij een tweede restauratie in de periode 1921-1925 wordt de gedempte gracht weer hersteld; dit laatste gebeurt onder diens dochter, jkvr. Alice de Stuers (1895-1988), vrouwe van de Wiersse. De laatste trouwde in 1926 met de Britse majoor William Edward Gatacre. Van 1982 tot 2018 werd De Wiersse beheerd door hun zoon Peter (1928-2020) en zijn echtgenote Laura Dru, die tevens het huis bewoonden. In 2018 hebben Mary Gatacre en haar man Aart Jonkers het beheer overgenomen.
Bij de buitenplaats is een historisch landgoed gelegen bestaande uit 300 hectare grond waarvan 16 hectare tuin is omringd door 32 hectare landschapspark. Het beheer daarvan geschiedt met een continuïteit sinds 1678 door opeenvolgende families, sinds 1926/1988 door de familie Gatacre. De tuin staat bekend als De mooiste tuin van Nederland. Sinds 2007 is het landgoed ingebracht in de Stichting Landgoed de Wiersse, een 'algemeen nut beogende stichting'.

## Heren en vrouwen van de Wiersse
- jkvr. Alice de Stuers (1895-1988), trouwde in 1926 met W.E. Gatacre (1878-1959), dochter van de volgenden
- Aurelie Caroline gravin van Limburg Stirum (1853-1906), trouwde in 1893 met jhr. mr. V.E.L. de Stuers (1843-1916), dochter van de volgenden
- Jacoba Louisa barones van Heeckeren (1811-1893), trouwde in 1841 met J. B. graaf van Limburg Stirum (1815-1893), zus van volgende
- Sara Agatha barones van Heeckeren (1801-1862), zus van volgende
- Johanna Mauritia Agneta barones van Heeckeren (1805-1859), verre verwant van de volgende
- Robbert Jacon baron van Heeckeren (1785-1854), zoon van de volgende
- Ludolph baron van Heeckeren (1755-1841), zoon van de volgende
- Robbert Jacob van Heeckeren (1729-1795), zoon van de volgenden
- Susanna Johanna Everdina Valck (1711-1746), trouwde in 1724 met L. H. B. S. van Heeckeren (1696-1762), dochter van de volgenden
- Maria Helena ten Broeck, trouwde in 1709 met mr. A. B. Valck